# West Columbia (Texas)
West Columbia es una ciudad ubicada en el condado de Brazoria en el estado estadounidense de Texas. En el Censo de 2010 tenía una población de 3905 habitantes y una densidad poblacional de 585,07 personas por km².
Fue entre 1836 y 1837 la primera capital de la República de Texas. 

## Geografía
West Columbia se encuentra ubicada en las coordenadas 29°8′31″N 95°38′58″O / 29.14194, -95.64944. Según la Oficina del Censo de los Estados Unidos, West Columbia tiene una superficie total de 6.67 km², de la cual 6.63 km² corresponden a tierra firme y (0.66%) 0.04 km² es agua.

## Demografía
Según el censo de 2010, había 3905 personas residiendo en West Columbia. La densidad de población era de 585,07 hab./km². De los 3905 habitantes, West Columbia estaba compuesto por el 72.34% blancos, el 16.47% eran afroamericanos, el 0.74% eran amerindios, el 0.56% eran asiáticos, el 0% eran isleños del Pacífico, el 6.89% eran de otras razas y el 3% pertenecían a dos o más razas. Del total de la población el 22.51% eran hispanos o latinos de cualquier raza.